# 南門礁

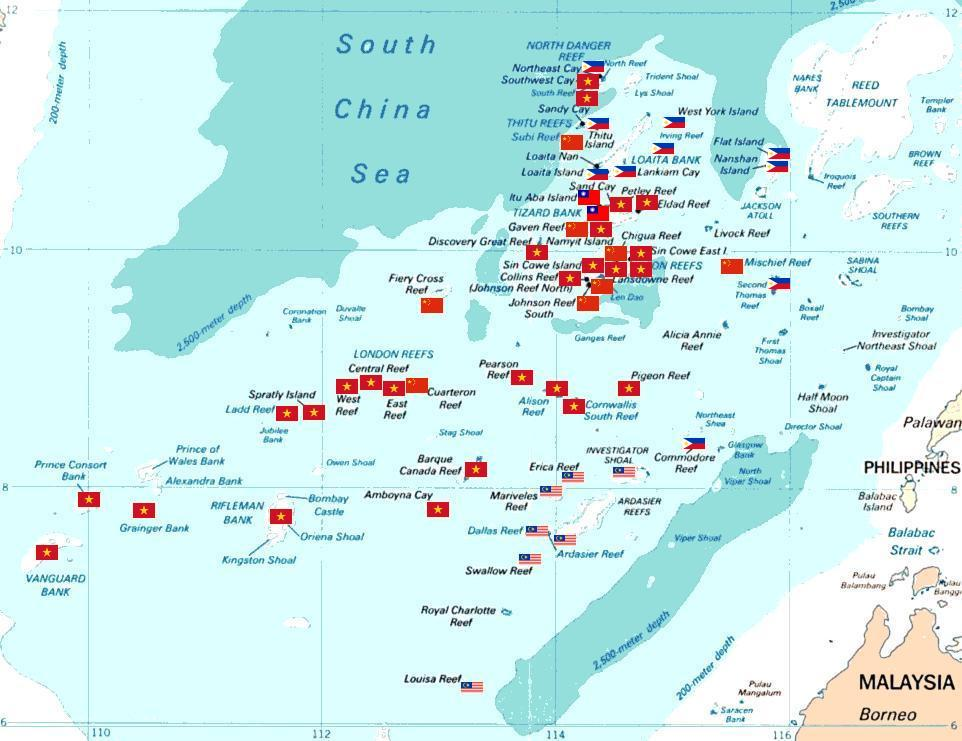
南沙諸島における南シナ海周辺諸国の実効支配状況

南門礁（英語：Edmund Reef、ベトナム語：Đá Bình Khê / 𥒥平溪）は、南沙諸島のユニオン堆（英語：Union Banks、中国語: 九章群礁）の北端にある暗礁である。ベトナムが実効支配しているシンコウ島（景宏島）から東に3海里離れている。
中華人民共和国、台湾（中華民国）、ベトナムとフィリピンが主権を主張している。